# Право муїсків
Право муїсків — сукупність дозволів та заборон народу чибча-муїска, що поєднували в собі норми цивільного та карного права. Першу значну спробу її систематизації зробив сіпа Немекене, володар держави Бакати.

## Історія
Перші правила приписувалися легендарному, напівгерою-напівбогу Бочіке, який наказував поклонятися Сонцю, шанувати богів. В подальшому їх розвивали жерці бога Сонц, що стали носіями та джерелом права. Відомо про легендарного жерця-вождя Гаранчачу, який запровадив правильні закони й встановлював між муїсками звичаї. В цій легенді помітно протистояння між світськими та жрецькими носіями права: Гаранчача вбив вождя Рамікірі, який не бажав слухати Гаранчачу і вводив погані закони (тобто власні, а не від Сонця). Завдяки Гаранчачі, що став вождем Хунзи, ця держава на тривалий час стало місцем розвитку права муїсків.
Втім дійсно значну спробу правової реформи здійснив Немекене, сіпа Бакати. Можливо він намагався впровадити свою судову систему, яка б не пов'язувалася з традицією Гаранчачу, що символізував ворога Бакати — Хунзу. Водночас ймовірно з часів Гаранчачу минуло багато років й соціально-політичні відносини значно змінилися.

## Особливості
Право муїсків брало свої витоки з звичайного, родинного права, що спиралося на звички та традиції. До тепер дійшли лише окремі закони часів, оскільки усі вони були усні й не записувалися.
Закони Немекене були спробою унормувати внутрішнє життя своїх підданих. Цього вимагали політичні та економічні обставини: держави муїсків, зокрема Баката, все більше перетворювалися з територіальних об'єднань на повноцінні держави. Тому центральна влада потребувала належного контролю над кожною із структур, а також визначення місця кожної верстви населення (класу) для запобігання можливих конфліктів.
Реформи Немекене стали основою для реформ в інших державах муїсків, тому часто їх називають Законами Немекене без приналежності до якоїсь конкретної держави чибча-муїска. Вони продовжували деякий час існувати й за колоніальної адміністрації.
В своїй основі поєднували старовинне право, норми карного та цивільного характеру та відображати нові соціально-політичні та економічні умови (поступове майнове розшарування, посилення влади володарів та знаті-усаке, особливий статус жрецтва). Для цього було створено Верховну раду (на кшталт Вищого суду), яку очолив касік Суби (ця посада зберігалася у роди ціх касіків у спадок). Ця Верховна рада була останньою інстанцією при вирішенні судових суперечок. До того порушника могли простити за клопотанням жерців та старійшин, але якщо справа потрапляла до Вищої ради, вже ніхто (навіть володар) не мав можливості змінити вирок.

## Карне право
Смертній вирок виносили за:
- крадіжка у володаря
- за вбивством (водночас родичі винного звільнялися від покарання)
- інцест
- гомосексуальність
- перелюб
- зґвалтування, навіть якщи винний отримав прощення від родину потерпілої
- ухиляння від військової служби
- хабар

Якщо чоловік здійснював легкий проступок, то він зобов'язаний був постити 5 днів або стояти на колінах з витягнутими вперед руками. Варто було йому опустити руки, слуги били його по ліктях. Злодіїв лупили палицею і заливали їм очі водою з перцем. Жінок саджали на 2 години на холодний з гострими виступами камінь. За більш значні злочини відрубували руки, носи, вуха, виколювали очі.
Покарання, звичайні для всіх, не поширювалися на знать. Втім усаке та головам ути було інше покарання, так званні покарання безчестя: їх могли відстригти волосся або наказати ходити в розірваному плащі. на думку муїсків це було дуже сильне покарання (мало родинні та ритуальні витоки), адже хто втрачав плащ і волосся, той прирікав себе не лише на ганьбу і безчестя, але і втрачав прихильність богів.
Покарання також було поглянути усаке або сіпи (саке) в очі. Так, якщо злодій, попереджений двічі, не повертався до доброчесного життя, його приводили до вождя, силою повертали голову і примушували глянути в очі володаря. Потім винного відпускали додому. З цього дня ніхто у всій окрузі не розмовляв з ним, ніхто не допомагав йому на полі, ніхто не сватав за нього своїх донечок. Винний сам шукав собі смерті.
Полоненим касікам зазвичай виколювати очі. Життя раба не представляла ніякої цінності, і їх власники розпоряджалися нею, як хотіли.

### Страти
Приреченого на смерть саджали загін з дикими звірами, кидали в глибокі ями з водою, де плавали отруйні змії. Яму накривали кам'яною плитою, і смерть похованого під нею була так само болісна, як і ганебна. Більш частими видами страти була відсікання голови та саджання на палю.

## Цивільно-майнове право
Немекене намагався впорядкувати питання передачі майна у спадок, подружні майнові відносини, впровадити різні виплати і компенсації за незначні злочини. Так, у випадку смерті дружини під час пологів, її чоловік повинен був піклуватися для вижившу дитину, якщо остання померла, то він надавав компенсацію родині померлої — половину свого майна або бавовняні тканини. У випадку не виконання цього присуджувався до смерті.
Встановлювався черговість отримання спадку: спочатку йшов небіж, потім брати, наостанок діти.
Були надані особливі привілеї знаті (усаке) та воякам: лише вони мали право носити пофарбований та розшитий одяг, їсти оленину, найкращий маїс, вишукані фрукти, пити чиче (пиво з маїсу), а також продзьобати собі вуха, ніс, вставляти туди прикраси.

## Торговельне право
З набуттям потужного розвитку торгівлі виникла потреба коригувати відносити між покупцем та продавцем, особливо якщо мова йшла про великі партії товару чи особливо коштовного і рідкісного. Тому у чибча-муїсків було впроваджено усний закон, згідно якому сторони торговельних угод повинні бути взаємно шанованими, повинні обов'язково їх виконувати. У разі порушення відбувалося покарання: від ударами палицею до гоління волосся, також застосовувалася конфіскація майна.